# Casapulla
Casapulla (Casapùllë in campano) è un comune italiano di 8 258 abitanti della provincia di Caserta in Campania.

## Origini del nome
Casapulla deriva da Casapulus, visto che in passato era chiamata Casa Apollonis, o anche Casapollo, in riferimento al dio Apollo, a cui era dedicato un tempio in zona. Secondo alcuni il nome deriva da casa e da pullus che in latino può voler dire: 
1) scuro, bruno 
2) pulito, da pullus purulus 
3) da paululus, casa nuova o casa piccola.

## Storia
La storia di Casapulla ha origine incerta. La zona fu sicuramente abitata in epoca antica dai romani che nel 59 a.C. colonizzarono tra il Volturno e il Savone. L'abitato però come conosciuto oggi si è formato solo in epoca medioevale. Dal Medioevo fino alla costituzione del comune avvenuta il 18 marzo 1861 la storia è incerta. Fece da prima parte della provincia di Terra di Lavoro per poi passare alla vecchia provincia di Napoli nel 1927. Il 1º gennaio 1931, il regime fascista sopprime i comuni di Casapulla, Curti e San Prisco e accorpa i loro territori al comune di Santa Maria Capua Vetere. Casapulla riotterrà la propria indipendenza amministrativa il 1º gennaio 1947 ad opera del Decreto Legislativo Presidenziale N. 17 del 31/10/1946 – Gazzetta Ufficiale della Repubblica n.289 del 19/12/1946. Il 30 maggio del 2000 la città risaltò alla cronaca locale e nazionale per l'apparizione di un presunto volto sacro presso la facciata di un locale in ristrutturazione sulla Nazionale Appia. In realtà alcuni giorni dopo si scoprì che l'immagine altro non era che la riemersione sulla faccia di un precedente ritratto di Che Guevara.

### Simboli
Lo stemma è descritto nello statuto comunale come «una torre con sovrastante sole, racchiusi in un ovale pergamenato, sormontato da corona a cinque punte.»
Il gonfalone è costituito da un drappo di colore azzurro, di forma pentagonale, su cui è riportato lo stemma, con la scritta Comune di Casapulla.

## Monumenti e luoghi d'interesse

### Architetture religiose

#### Chiesa di Sant'Elpidio (o della Sacra Famiglia)
È la chiesa principale di Casapulla situata nel centro storico della città, in piazza Giovanni XXIII, ed è in stile tardo barocco. La primitiva cappella fu eretta nel V secolo dallo stesso sant'Elpidio, vescovo di Atella. Di essa vi è già menzione in una bolla papale di Alessandro III del 1174 e in dei tariffari di tasse dovute alla Camera Apostolica del 1326, 1327 e 1375.
La chiesa fu consacrata il 26 luglio 1467 dal vescovo Calvi Angelo Mazziotta; essa fu interessata da una quasi integrale ricostruzione tra il 1789 e il 1791 richiamando, stilisticamente, il Palazzo Reale di Caserta. Nel 1811 si procedette anche alla sistemazione della facciata secondo i canoni dell'ordine toscano. Nello stesso periodo fu anche ultimata la torre campanaria. All'interno della chiesa c'è una cappella detta del Monte dei Morti, e un presepe che viene esposto al pubblico nei periodi di Avvento e Natale. Nella chiesa è inoltre custodito un quadro, denominato "Madonna delle lacrime", dal quale sarebbero sgorgate lacrime dal 25 febbraio al 16 marzo del 1955..

### Altre architetture religiose
- Cappella dell'Assunta e San Nicola detta di Sant'Antonio di Padova
- Cappella dalle Santissima Concezione detta di Sant'Antonio Abate
- Cappella di Santa Croce
- Cappella dell'Addolorata e San Nicola detta di San Biagio
- Cappella della Madonna delle Grazie
- Tempio di San Luca Evangelista

### Architetture civili

#### Palazzi
Casapulla è sede di vari palazzi di importanza storico culturale: 
- Palazzo Peccerillo, presenta elementi architettonici quattro-cinquecenteschi come il bugnato del portale. Nel seicento era grancia del convento dei religiosi Verginiani di Capua. In seguito divenne anche residenza militare fino al 1737 quando fu acquistato dalla famiglia Peccerillo.
- Palazzo di Donna Candida, appartenne al Marchese Bernardo Natale Sifola che vi condusse la sposa principessa di Altavilla, Anna Maria Candida Romano Colonna.
- Palazzo Vescovo Michele Natale
- Palazzo dei Marchesi Buonpane e cappella di San Giuseppe, vi risiede nel 1816 la nobildonna napoletana Maria Lucrezia Pignone del Carretto, principessa di Alessandro sposa del marchese Mattia. La Cappella di San Giuseppe arricchita di privilegi dai papi Clemente XII e Benedetto XIV fu costruita nel 1704 dal dottore in legge Giulio Antonio Buonpane riservandosi il diritto di sepoltura per sé e la sua famiglia.
- Palazzo dei Marchesi Molina detto Vigna, edificio mai portato a termine, appartenne fino al 1762 ai nobili spagnoli Veglio di Molina Pons De Leon, marchesi di Longarini e Toccanisi. Nel 1775, estintasi la famiglia Molina, passò ai Vastano di S. Maria. Nel 1784, fu comprato con tutto il terreno circostante denominato “a Vigna” dai Marchesi Buonpane.
- Palazzo Natale, appartenne ai signori Natale. Vi nacquero il canonico Francesco Antonio Natale (1731-1809), illustre letterato storico ed epigrafista, e Teodara Natale (1801-1867), madre di Giacomo Stroffolini. Oggi appartiene alla famiglia Buonanno.
- Palazzo Santoro già Natale Sifola Galiani, appartenne, fino alla metà dell'Ottocento, ai nobili Natali Sifola Galiani. Vi abitarono la principessa di Ormeta Maria Geronima Sifola (1707-1774) e la marchesa Anna Maria Galiani (1750-1783), moglie del marchese Marcello Natale Sifola (1740-1819). In ultimo ne divenne proprietario Nicola Santoro (1822-1896).
- Palazzo signorine Natale
- Palazzo Stellato e cappella di S. Maria di Costantinopoli, creato nei primi anni del seicento dagli antenati di Geronimo Stellato (1646-1696) nel 1696 passò in eredità ai fratelli Alessandro (1679-1739) e Francesco Stellato (1682-1748), i quali costruirono l'attigua cappella intitolata alla Madonna di Costantinopoli ed ai santi Sebastiano e Rocco. Proprio qui, nel 1714, fu arrestato l'avvocato Francesco Stellato dalla polizia di stato, che fu scomunicata dalla chiesa, per aver leso il diritto all'immunità ecclesiastica.

### Altri monumenti
- L'orologio comunale dei Buonpane, realizzato da Fabritius Buonpane nel 1787 in ferro battuto e che serviva in passato a scandire le ore per i contadini della città[13].

## Società

### Evoluzione demografica
Abitanti censiti

### Religione
La festa di Sant'Elpidio, patrono del comune, si celebra ogni 26 maggio.

## Cultura

### Scuole
Casapulla ha solo un istituto: l'I.C.A.S. (Istituto Comprensivo Autonomo Statale) "Giacomo Stroffolini". L'istituto possiede 5 plessi, di cui due in via Rimembranza, la sede media centrale e un plesso elementare e materno; uno in via J. F. Kennedy, la succursale media ed elementare; uno in via Pizzetti, elementare; ed uno in via Giacomo Puccini, materna.

## Economia
A Casapulla è sviluppato in particolare il commercio, dato che si trova su una delle strade più importanti della provincia, la via Appia. Purtroppo, col tempo, la nascita di numerosi centri commerciali ha comportato la diminuzione dell'importanza delle attività commerciali che risiedono a Casapulla.

## Amministrazione
Di seguito l'elenco dei sindaci da quando è presente l'elezione diretta del sindaco da parte dei cittadini (cioè 1995):
| Periodo           | Periodo          | Primo cittadino          | Partito                          | Carica                    | Note   |
| ----------------- | ---------------- | ------------------------ | -------------------------------- | ------------------------- | ------ |
| 27 settembre 1988 | 8 agosto 1990    | Michele Orlando          | Partito Socialista Italiano      | Sindaco                   | [ 15 ] |
| 13 agosto 1990    | 21 novembre 1990 | Giovanni di Martino      | Democrazia Cristiana             | Sindaco                   | [ 16 ] |
| 17 gennaio 1991   | 18 novembre 1992 | Agostino Antonio Sarogni | Partito Socialista Italiano      | Sindaco                   | [ 17 ] |
| 23 novembre 1992  | 24 febbraio 1994 | Michele Orlando          | Partito Socialista Italiano      | Sindaco                   | [ 18 ] |
| 24 febbraio 1994  | 3 marzo 1995     | Carmine Baccaro          | Democrazia Cristiana             | Sindaco                   | [ 19 ] |
| 4 marzo 1995      | 24 aprile 1995   | Stefano Italiano         |                                  | Commissario straordinario | [ 20 ] |
| 24 aprile 1995    | 14 giugno 1999   | Ferdinando Bosco         | Liste civiche di centro-sinistra | Sindaco                   | [ 21 ] |
| 14 giugno 1999    | 11 dicembre 2003 | Ferdinando Bosco         | Lista civica                     | Sindaco                   | [ 22 ] |
| 12 dicembre 2003  | 14 giugno 2004   | Paolino Maddaloni        |                                  | Commissario straordinario | [ 20 ] |
| 14 giugno 2004    | 8 giugno 2009    | Mario Di Cecio           | Città Futura                     | Sindaco                   | [ 23 ] |
| 9 giugno 2009     | 27 maggio 2014   | Ferdinando Bosco         | Lista civica                     | Sindaco                   | [ 24 ] |
| 27 maggio 2014    | 3 maggio 2018    | Michele Sarogni          | Casapulla Domani                 | Sindaco                   | [ 25 ] |
| 4 maggio 2018     | 28 maggio 2019   | Immacolata Fedele        |                                  | Commissario prefettizio   | [ 20 ] |
| 28 maggio 2019    | 10 giugno 2024   | Renzo Giuseppe Lillo     | Casapulla al Centro              | Sindaco                   | [ 26 ] |
| 18 giugno 2024    | in carica        | Ferdinando Bosco         | Noi Ci Siamo                     | Sindaco                   | [ 27 ] |

## Sport
Casapulla è sede di varie associazioni sportive:
- ASD Casapulla Calcio (già ACD Club Napoli Casapulla): è una scuola calcio autorizzata per giovani dilettanti che partecipa a campionati provinciali e regionali giovanili dal 2005, e gestita attualmente dal presidente Ciro Torino.
- Rugby Casapulla
- Basket Casapulla
- Steel Bucks AFT: una squadra maschile di football americano.
- Ca' D'Apollo Volley Casapulla: una squadra femminile di volley militante nella prima divisione femminile della provincia di Caserta.
- ASD Apollus: associazione giovanile casapullese che organizza il Casapulla Beach Volley, torneo di Beach Volley amatoriale e non.

Tra le varie iniziative e vittorie si annovera:
ASD Tifata Runners Caserta. società di podismo
- "Casapulla Calcio For Solidarity" (raccolta di beni alimentari e varie da distribuire alle famiglie meno fortunate del territorio effettuata in ogni ricorrenza Natale e Pasquale).
- Copa Catalunya Categoria 90 2006 (guidati dal tecnico casapullese Francesco Paone)
- Campionato Provinciale Allievi 2006/07
- Premio Panathlon 2007
- Campionato Regionale Allievi Girone B '99 2014/15
- Coppa Campania Giovanissimi '00 2014/15
- Campionato Regionale Allievi '00 2015/16